# メトロポリちゃんV
メトロポリちゃんV（メトロポリちゃんファイブ、8月4日 - ）は日本の地下アイドル、お笑い芸人、看護師。かつてライジング・アップ2nd Team、またラフィーネプロモーションに所属していた。現在はフリーで活動している。
神奈川県出身、血液型O型。神奈川県立衛生短期大学卒業。

## 来歴
通称は「メト子ちゃん」。トレードマークは赤いメガネとぬいぐるみ製の巨大注射器。
2004年にピン芸人「古川ちえみ」として活動開始。
2006年10月3日に地下アイドル「東京メトロちゃん」として初ライブ。キャッチフレーズは「地下鉄の妖精」。
アイドル活動では設定として、地下鉄にちなんだ「1941年7月4日（帝都高速度交通営団設立日）生まれ、イギリス出身、血液型1000形」を自称。現在は公式プロフィールにて実際の誕生月日および出身地・血液型を公表している。
ライブではほぼ毎回「撲殺天使ドクロちゃん」のカバーを歌っている。ライブ中に巨大注射器で客を殴るパフォーマンスを行う。本人は、殴るのは「治療」であり、時に蹴りを入れるのも「整体」であると話している。
2008年には年間100本以上のライブを達成。
2012年10月8日に中野区観光協会の「観光大使」に任命される。
2016年11月11日放送の有吉ジャポン内で、オフィス北野所属芸人・湯川セイント（元かっぽんかっぽん）と結婚した事を発表。結婚後は「湯川ちえみ」名義で並行して活動する。2024年現在、2児の母。

### ユニット活動
- 病院

古川ちえみ時代に、M-1グランプリに出場するために結成した春田和幸とのコンビ。
- ファイターズ

同じく古川ちえみ時代に、M-1グランプリに出場するために結成したおーたにとのコンビ。
- アキバ☆ハラ

同じく古川ちえみ時代に 、M-1グランプリに出場するために結成したカワサキとのコンビ。
- ビタミン戦隊☆

アイドルのひなた風砂との2人組ユニット。活動停止後、2009年2月3日に1日限りの復活ライブを開催。
- I.T.O

ゆっきー、れいな、あけびとの4人組ユニット。オリジナル曲がアルバム「Batchgoo!! Girls Revolution2」に収録される。実質上活動停止となった後、れいなとあけびはテレビ東京の音楽ば～かの企画で再びユニットを組みZepp Tokyoでライブを行った。
- なでしこ♪な～す！

アイドルの松本香苗との2人組ユニット、2人は『ぷっ』すまで共演。プロデューサーはスキップカウズのボーカル・イマヤス。
- ざ☆どり～むさいだ～

アイドルの山下若菜との2人組ユニット、この2人も『ぷっ』すまで共演。キングオブコント2010に出演して1回戦も突破している。さらに「元気ハツラツぅ賞」も受賞。また、このコンビでM-1グランプリ2010にも出場している。メルヘンを取り入れ、合間に「メルヘ〜ン!」という台詞を入れるネタがある。あいさつの台詞には、自分たちのコンビ名を「略して、ザーサイ」と言うものがある。
- ETO

ニコニコ生放送「オリコンランキングスタイル」内で結成された、芸人クロノユウスケプロデュースによる干支をモチーフとした12人組アイドルユニット。2012年2月、正式に解散を発表。
- 悲しみいちご商会（いちご姫withいちごダンサーズ）

2012年4月にメンバーとして電撃加入。ユニット内での芸名は「いちごボンド」（由来はすっぴんが大木凡人に似ているから）
- ましゅまろ☆ほいっぷ

元I.T.Oのあけびと再び組んだ2人組アイドルユニット。再結成のきっかけはカブキロックスの氏神一番主催のイベントにお互いがソロ出演した時に、氏神から「二人でユニットを組んでみないか？」と言われたため。
- FRONT CAB CIRCLE.se

千原せいじがボーカルを務めるバンド、2012年12月23日に加入。担当パートは「看護婦」。
- ブラックDPG

ロックフェス「夏の魔物」の主催者、成田大致によって結成されたアイドルユニット。
- うさぎ目線

同じSMA NEET Projectの芸人、池田太郎とのお笑いコンビ。2014年結成。
- 湯上がり夫婦

湯川セイントとの夫婦漫才ユニット（湯川ちえみ名義）。

## 古川ちえみ時代の芸風
古川ちえみ時代の愛称はフルーチェ。あいさつの時には『もしくは、フルチン』などとも言っている（フルチンといった後には『自らセクシャルハラスメ〜ント』ということが多い）。
現役看護師でもあるため、ライブでは看護師に扮した一人コントを展開、看護婦での経験を元にしたネタ（建前と本音の違い、など）や、医学用語をネタに取り入れるなどをしている。体をYの字にして『イッツ医療ミス!』という持ちギャグがあり、「なんっつてな!」「へけ!」などの台詞がブリッジにある。
まなてぃ、中央線withyou、ビニールとの4組5人の女性コント集団「花嫁修行中」のメンバーとして、2005年12月27日の『ストリートファイターズ』（テレビ朝日）にも出演した。

## エピソード
- ニコニコ動画で「テレビで撲殺天使ドクロちゃんを歌ったアイドル」として投稿されニコニコデイリーランキングで1位を獲得。40万件以上の再生数を誇る（2010年8月現在）。
- 初のメディア出演である『勝ち抜き!アイドル天国!!ヌキ天』では、ファンを注射器で殴る、蹴るという過激なパフォーマンス内容に司会、石川梨華を含む審査員一同引いていた。また『○○あい☆コラ!生やぐち』出演時には、矢口真里から毎週来て欲しいと絶賛された。
- にしおかすみことは旧知の仲で、2007年12月、Yahoo!動画の「すみこの小部屋」に出演した際に本名をばらされた。
- 2008年2月1日、『太田光の私が総理大臣になったら…秘書田中。』の「国が病院を格付けし最低ランクの病院をつぶします」の回に本業の看護師として偽名で覆面をつけて出演したが、見る人によっては当人とわかる風貌であった。
- 2008年4月より「メトロちゃん」の名で日本テレビの深夜番組『モバタレGREAT』のアイドル枠でのタレタマ（準レギュラー）となった。このアイドル枠から2008年の日テレジェニックが1名選出されることになり、候補の一人となる。
- 2008年5月19日放送の『AKiBAッテキ!!』生放送で、司会のmimikaをさん付けで呼ぶ一方、Saori@destinyを「ディステニー」呼ばわりして喧嘩になる（ただし演出と思われる）。
- 2008年5月20日放送の『ありえへん∞世界』のありえないアイドル第3位に選ばれる。その時のキャッチコピーは「アイドル界のアントニオ猪木」。
- オビラジR出演時に看護師免許を公開し、本当に現役看護師である証拠を見せた。
- バンドイベントやクラブイベント、アングライベント等にもゲストで呼ばれる事も多く、共演者にはm.c.A.T、ザ・マスミサイル、セックスマシーン、安穂野香などもいる。
- 2008年11月22日の秋葉原UDXで行われた無料野外ライブに300人以上が集まり、それまで1位だったmisonoの記録を超えた。
- 偶然にも『ありえへん∞世界』2008年度年間アイドルランキングと『オビラジR』の2009年度注目アイドルランキングで両方で3位を獲得（ちなみに両方とも1位は矢吹シャルロッテ）。
- 2009年6月6日放送の『アリケン』では堀内健の結婚記者会見に乱入し、パフォーマンスの一環として堀内を殴る。
- 2009年7月15日放送の『アドレな!ガレッジ』でスリーサイズを公開した。
- 2010年7月19日放送の『不可思議探偵団』では病院で勤務中の姿と自宅の様子が公開された。

## 東京メトロからの訴訟問題
- 「東京メトロちゃん」という名前は、「地下鉄の妖精のお楽しみ会」の中で、その場のノリで地下アイドルから「地下鉄」→「メトロ」、そして苗字は「東京」にして名付けた[1]という設定。
- 雑誌『サイゾー』2008年3月号のインタビューで「東京メトロのキャラクターになりたいんですよね」と答えている[3]が、雑誌が発売された時は本家の東京メトロ側と商標権の協定中だった。
- しかしこれがかえって仇になり、協定交渉は決裂、2008年3月、東京地下鉄株式会社より商標権侵害で提訴される。賠償請求額は60万円。
- 2008年6月14日から正式に「メトロポリちゃんV（ファイブ）」に改名。
- 「メトロポリちゃん」の名付け親は訴訟された時の担当の弁護士で、「V」を付けたのは『ヌキ天』のイベントで、ブラザートムに勧められたことによる。東京メトロからも許諾を得たので、晴れて東京メトロ公認のアイドルとなった。自ら「メトロちゃん」と呼ぶと弁護士に怒られるらしく「メトコちゃん」なら大丈夫との事。
- 訴訟されたアイドル、略して「ソショドル」という言葉を流行らせようとしたが浸透せず、2009年からはアキバ系治療アイドル略して「ちりょドル」を流行らせようとしていたがこれも浸透せず、『笑っていいとも!』に出演した時は「ナスドル」、『不可思議探偵団』に出演した時には「ナースドル」と呼ばれる。
- 『笑っていいとも!』に出演した時に、訴えられた時と和解した時の書類を公開。
- 2009年6月14日の改名1周年記念ライブで、更に新しい芸名を決める大喜利で「メトロ・デリカット」に決まったものの改名せず。その後「メトロ・デリカット」名義で出演するライブも増えたが、あくまでもメトロポリちゃんVとは別人という設定。

## ディスコグラフィ

### シングル
1. 恋は一撃必殺～120%ラブパワー～(2007/08/18)
2. 恋は一撃必殺 2ndPress(2007/11/03)
1stPressにボーナストラックが追加された
3. 撲殺天使ドクロちゃん～メトロちゃんver～(2008/06/14)
10曲入りであるが、シングル扱い。この作品より「メトロポリちゃんV」名義。
4. 恋は一撃必殺 3rdPress(2009/02/08)
2ndPressが東京メトロちゃん名義のために裁判で廃盤になったために、メトロポリちゃんV名義で再々発売。更にボーナストラックを追加。
5. 撲殺天使ドクロちゃん 2ndPress(2011/07/15)
1stPressが売り切れたためにジャケットを変更し再発売。収録曲は一緒。
6. ナカノナノカナ(2014/12)
同じ中野区観光大使でもあるボカロPのキャプテンミライが作曲。コミケ限定発売。

### アルバム
1. Batchgoo!! Girls Revolution(2007/06/25)
オムニバスCD。「東京メトロちゃんの唄～あなただけのナースでいたいの～」収録
2. Batchgoo!! Girls Revolution2(2007/11/25)
オムニバスCD。「愛のパラレルホスピタル～ふたりはパーペキ看護～」収録
3. Batchgoo!! Girls Revolution3(2008/08/03)
オムニバスCD。「うっかりびっくりメトロんじょう日♪♪」収録
4. Batchgoo!! Girls Revolution1&2(2009/02/08)
シングルの恋は一撃必殺3rdPress同様、名義変更での再発売。DVDケースに入っているためDVDと間違いやすい。
5. Batchgoo!! Girls Revolution4(2009/05/09)
オムニバスCD。「メトロンクエスト伝説」収録
6. NEO IDOL SUPER COMPILATION Vol.2(2009/10/07)
オムニバスCD。「メトロポリちゃんVの唄（New Recording Version）」収録
7. MASA-SHIN Presents Omunibus CD Vol.4～Girls Cover Collection～(2010/04/23)
オムニバスCD。「ハッピー☆マテリアル～メトコちゃんVersion～」収録
8. ぱらのいあぱらどくちゅ(2011/10/16)
オムニバスCD。「てゐのデート大決戦脳内戦略会議室!!」収録
9. Ultimate!! Girls Revolution3(2012/06/05)
オムニバスCD。「星屑ロマンス」収録 ※作詞・作曲はCutie Paiの神崎真由美
10. History of MASSAMAN 10th Anniversary(2012/09/22)
オムニバスCD。「仲良しこよしのメトロッパ!!」収録

### DVD
1. 黄色い線の内側で萌えてくださいDVD★(2007/02/14)
2. 白線の内側で萌えてくださいDVD2(2007/08/07)
3. 黄色い線の内側で萌えてくださいDVD（復刻版）(2009/06/14)
4. なないろポップコーン[リンク切れ](2009/08/02)
5. アリケンVol.2 アリケンオーディション(2009/09/18)
6. SMAお笑いカーニバル4(2010/01)
7. Attack Akiba Artist 2009.12.6 in 渋谷club asiaP(2010/06/18)

### その他
1. ビタミンソング☆(2007/06/06)
ビタミン戦隊☆の1stシングル
2. We are able to start(2007/08/18)
The Batch JungleテーマソングのシングルCD。複数のアーティストが参加。
3. GIRLS=DRESS Vol.6 SPECIAL DVD
2007年11月7日のライブで配布されたDVD
4. 愛のパラレルホスピタル～Demo Version～
2007年11月11日のライブで配布されたCD
5. 愛のパラレルホスピタル～GyOdA TRANCE これで@@なきゃ◆◆◆mix～
2008年2月24日のライブで配布されたCD

ブラックDPGのディスコグラフィーに関しては夏の魔物を参照。

## 主な出演

### テレビ
- トリビアの泉（フジテレビ） - 調査員として出演経験あり
- モバタレGREAT（日本テレビ） - 「タレタマ」として出演
- ありえへん∞世界（2008年5月20日、テレビ東京）
- アリケン（テレビ東京）
  - 2008年6月26日、2008年7月3日は「メトロちゃん」の名前で出演。この番組でもスクール水着姿を見せていた。2008年9月18日は「メト子ちゃん」、2009年6月6日は、「メトコ」の名前で出演。
- オビラジR（2008年9月9日、TBSテレビ） - 火曜日「エンタメ・オビファイブ」コーナーに「メト子ちゃん」として出演
- リンカーン（2008年11月4日、TBSテレビ） - オタ芸選手権の出演チームとして
- 『ぷっ』すま（2008年12月9日、テレビ朝日）
- ネオ日本人図鑑（2009年3月21日、フジテレビ）
- 笑っていいとも!（2009年5月14日、フジテレビ） - 「出たいドル!デラックス」コーナーに出演
- アドレな!ガレッジ（2009年7月15日、テレビ朝日）- 「アシスタントオーディション」に出演
- 99プラス（2009年9月15日、日本テレビ）- ノーギャラ御殿に出演。MOPに選ばれる
- アイドルマンション物語（エンタ!371）
- アイドルスナイパー（テレビ大阪）
- Future Tracks→R（2010年6月3日、テレビ朝日）
- 不可思議探偵団（2010年7月19日、日本テレビ）
- おこりびと3（2010年10月4日、フジテレビ）
- 最後の決断ショー（2012年8月4日、関西テレビ）
- ハッピーエンド（2012年12月5日・12日、TBSテレビ）
- アイドル界隈（2013年、テレビ愛知）レギュラー出演
- 千原せいじのバズ☆ドル（2015年、テレビ愛知）レギュラー出演

### ラジオ
- 神聖かまってちゃんのFMかまってちゃんねる（2013年5月2日、TOKYO FM）

### 配信
- 勝ち抜き!アイドル天国!!ヌキ天（GyaO） - 第1回、第4回放送に出演。第15回放送の後輩の河井彬の出番の時には乱入出演も行う
- 矢口真里の火曜The NIGHT（2022年6月8日[4]、ABEMA）